# Nathan Sheets
Nathan Sheets, född 1964, är en amerikansk nationalekonom och ämbetsman som tjänstgjorde som understatssekreterare i USA:s finansdepartement för internationella frågor från 2014 till 2017. Sedan oktober 2021 är han global chefsekonom på Citigroup.